# 蒙圣让 (科多尔省)
蒙圣让（法語：Mont-Saint-Jean，法語發音：[mɔ̃ sɛ̃ ʒɑ̃]）是法国科多尔省的一个市镇，位于该省西部，属于博讷区。

## 地理
蒙圣让（47°17'33"N, 4°24'7"E）面积27.66 平方千米，位于法国勃艮第-弗朗什-孔泰大區科多尔省，该省份为法国中东部省份，北起奥布省，西接涅夫勒省和约讷省，南至索恩-卢瓦尔省，东南接汝拉省，东临上索恩省，东北部与上马恩省接壤。
与蒙圣让接壤的市镇（或旧市镇、城区）包括：丰唐日、马西伊-奥尼、图瓦西拉贝谢尔、托雷苏沙尔尼、布朗塞、阿尔芒松河畔沙伊、沙尔尼、米瑟里。

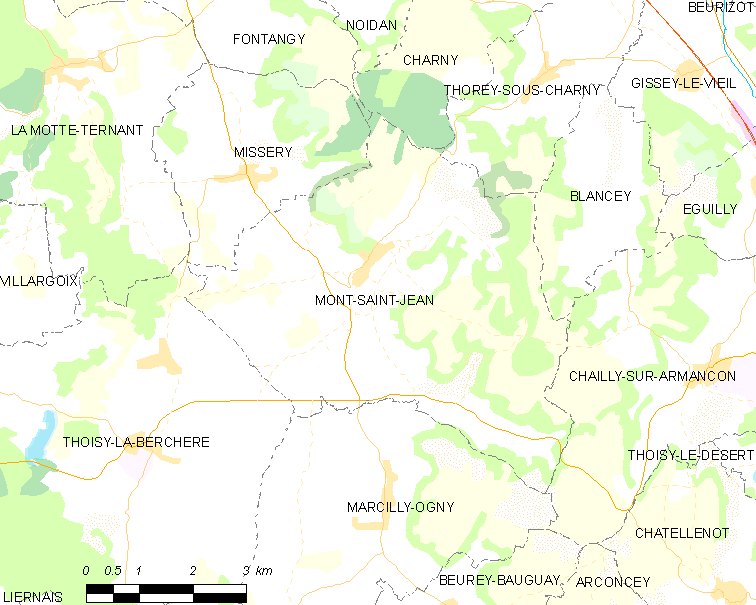
的OSM定位图

蒙圣让的时区为UTC+01:00、UTC+02:00（夏令时）。

## 行政
蒙圣让的邮政编码为21320，INSEE市镇编码为21441。

## 政治
蒙圣让所属的省级选区为阿尔奈勒迪克县。

## 人口

1962-2008年间人口变化图示

蒙圣让于2022年1月1日时的人口数量为257人。